# Anubis en de Graal van de Eeuwige Vriendschap
Anubis en de Graal van de Eeuwige Vriendschap is de eerste theatershow van de kinderserie Het Huis Anubis. De show is een productie van Studio 100.

## Verhaal
In deze eerste theatershow van Het Huis Anubis zijn Nienke, Amber, Fabian, Mick, Patricia, Jeroen, Joyce en Noa druk bezig met de voorbereidingen van de schoolmusical. Tussen de verzamelde kisten vinden ze een oude Inca-schat: De Graal van de Eeuwige Vriendschap. Per ongeluk bevrijdt Noa de Geest die in deze Graal huist en dan gaat het mis; er gebeuren allerlei griezelige dingen. Enkel door samen met de kinderen in de zaal de raadsels op te lossen en gevaarlijke opdrachten te vervullen, kan de mysterieuze vloek ongedaan worden gemaakt. Maar is hun vriendschap wel sterk genoeg?

## Spelers
| Acteur                | Personage                        |
| --------------------- | -------------------------------- |
| Loek Beernink         | Nienke Martens                   |
| Iris Hesseling        | Amber Rosenbergh                 |
| Lucien van Geffen     | Fabian Ruitenburg                |
| Vincent Banić         | Mick Zeelenberg                  |
| Vreneli van Helbergen | Patricia Soeters                 |
| Sven de Wijn          | Jeroen Cornelissen               |
| Marieke Westenenk     | Joyce van Bodegraven             |
| Gamze Tazim           | Noa van Rijn                     |
| Jasper Verheugd       | Geest in de spiegel (voice-over) |

## Liedjes
1. Kunnen stenen iets vertellen
2. Het geheim
3. Het pad der 7 zonden
4. Hij
5. Ware liefde
6. De schat van Anubis
7. Het Huis Anubis

## Trivia
- Anubis en de Graal van de Eeuwige Vriendschap had geen première.
- Het personage Appie is het enige hoofdpersonage van de televisieserie dat niet in de voorstelling voorkomt.
- De shows waren al snel uitverkocht, daarom kwamen er extra shows in eind juli, begin augustus. Deze shows waren ook al vrij snel uitverkocht, daarom werd er nog één extra show gegeven.
- De show op dvd werd op 28 december 2008 gefilmd in het Muziekkwartier in Enschede.
- Na afloop van de shows waren de castleden vaak nog uren bezig met handtekeningen uitdelen en foto's maken met de fans, want ze werden na elke voorstelling opgewacht bij de artiesteningang door een enorme menigte.[1]